# 「i and i」after Bob Marley 21,000miles
『「i and i」after Bob Marley 21,000miles』（アイアンドアイ アフター ボブ・マーリー 21,000マイルズ）は、監督ダラス・ロジャーズ（愛称IZABA）が、ガイアナ、ジャマイカ、ニューヨーク、アフリカ、日本にて撮影したドキュメンタリー映画。日本では2009年に公開された。
ボブ・マーリーの映画の助監督だったIZABAが「ラスタによる正しいラスタの映画を作ろう」と語り、ボブ・マーリーが「ジャスト・クール・マン、実現させよう」と応えたことが制作の元となっている。
1979年、ニューヨークジョン・F・ケネディ国際空港から収録された100時間以上の映像をもとに、ボブ・マーリー亡き後、世界中に種蒔かれたレゲエ・ミュージックとラスタファリ運動を映し出す。

## 出演者
- マイカル・ローズ
- イエローマン
- ジュディ・モワット
- リコ・ロドリゲス
- リタ・マーレー
- マキシ・プリースト
- ランキン・タクシー
- ウインストン・マカノフ
- ビーニ・マン
- ジョー山中
- ZEEBRA
- ☆マーレーズ☆

## スタッフ
- 演出・構成・編集：有馬顕
- プロデューサー：yasuo-angel、東海林毅
- アシスタントプロデューサー：加藤有花
- 宣伝プロデューサー：戸山剛
- 宣伝ビジュアル：久原大河
- WEBプロモーション：小峯庸尭、松尾俊之
- パブリシスト：川井田浩平